# Richard Roxburgh
Pour les articles homonymes, voir Roxburgh.
Richard Roxburgh est un acteur et réalisateur australien, né le 23 janvier 1962 à Albury (Australie).
Habitué aux seconds rôles, le public le connaît surtout pour ses rôles du Duc dans la comédie Moulin Rouge (2001) et de Vernon Presley dans la biographie Elvis (2022), tous deux réalisés par son ami le cinéaste australien Baz Luhrmann et qui ont été présentés au Festival de Cannes à 20 ans d'intervalles.

## Biographie
Richard Roxburgh est né le 23 janvier 1962 à Albury (Australie). Ses parents sont John et Mary Roxburgh. Il est le plus jeune d'une fratrie de 6 enfants.
Il sort diplômé de l'Institut national d'art dramatique d'Australie, en 1986.

### Vie privée
Il est marié à l'actrice Silvia Colloca qu'il rencontre sur le tournage de Van Helsing. Ils ont trois enfants, Raphael Roxburgh, né en 2007, Miro Roxburgh, né en 2010 et Luna Roxburgh, née en 2017.

## Carrière
Richard Roxburgh commence sa carrière de comédien au théâtre, notamment en jouant des pièces de William Shakespeare, comme Hamlet, ou d'Oscar Wilde.
Ce n'est qu'après de longues années qu'on lui propose un rôle au cinéma, dans le drame Dead to the World. Mais c'est la télévision qui va propulser sa carrière, avec la série En quête de preuves (Blue Murder), dans lequel il incarne un policier, et pour lequel il va recevoir un Australian Logie Award du meilleur acteur en 1995.
Les films qu'il tourne désormais (Doing Time for Patsy Cline, Les Enfants de la Révolution) lui ouvrent les portes d'Hollywood.
On le verra dans de grosses productions, comme Mission impossible 2 ou Moulin Rouge, et Van Helsing.

### Réalisateur
En 2007, il fait ses premiers pas de réalisateur avec Romulus, My Father, dont l'acteur principal est Eric Bana, mais on y trouve aussi d'autres acteurs remarquables comme Franka Potente, ou Marton Csokas. Ce film est tiré du roman de Raimond Gaita : le récit autobiographique de la vie difficile d'émigrants des pays de l'est, le petit Raimond avec ses parents Christina et Romulus.

## Filmographie

### Cinéma

#### Longs métrages
- 1991 : Dead to the World de Ross Gibson : Johnny
- 1994 : Talk de Susan Lambert : Jack / Harry
- 1995 : Billy's Holiday de Richard Wherrett : Rob McSpedden
- 1996 : Les Enfants de la Révolution (Children of the Revolution) de Peter Duncan : Joseph 'Joe' Welch
- 1997 : Oscar et Lucinda (Oscar and Lucinda) de Gillian Armstrong : Mr Jeffries
- 1997 : Doing Time for Patsy Cline de Chris Kennedy : Boyd
- 1997 : Thank God He Met Lizzie de Cherie Nowlan : Guy Jamieson
- 1998 : A Little Bit of Soul de Peter Duncan : Sir Samuel Michael (voix)
- 1998 : In the Winter Dark de James Bogle : Murray Jacob
- 1999 : The Last September de Deborah Warner : Capitaine Daventry
- 1999 : Passion de Peter Duncan : Percy Grainger
- 2000 : Mission impossible 2 (Mission : Impossible II) de John Woo : Hugh Stamp
- 2001 : Moulin Rouge de Baz Luhrmann : Le Duc
- 2002 : Le Talisman (Tian mai chuan qi) de Peter Pau : Karl
- 2002 : The One and Only de Peter Duncan : Neil
- 2003 : La Ligue des Gentlemen extraordinaires (The League of Extraordinary Gentlemen) : M
- 2004 : Van Helsing de Stephen Sommers : Comte Vladislaus Dragulia / Dracula
- 2005 : Furtif (Stealth) de Rob Cohen  : Dr Keith Orbit
- 2005 : Fragile (Frágiles) de Jaume Balagueró : Robert
- 2006 : Like Minds de Gregory J. Read : McKenzie
- 2010 : Le Royaume de Ga'Hoole (Legend of the Guardians: The Owls of Ga'Hoole) de Zack Snyder : Boron (voix)
- 2010 : Matching Jack de Nadia Tass : David
- 2011 : Sanctum d'Alister Grierson : Frank McGuire
- 2014 : La Grande Aventure de Maya l'abeille (Maya the Bee) d'Alexs Stadermann : Flip (voix anglaise)
- 2015 : Looking for Grace de Sue Brooks : Dan
- 2015 : Blinky Bill: The Movie de Deane Taylor : William (voix)
- 2016 : Tu ne tueras point (Hacksaw Ridge) de Mel Gibson : Colonel Stelzer
- 2017 : Breath de Simon Baker : Mr Pike
- 2018 : Sweet Seventies (Swinging Safari) de Stephan Elliott : Jeff Marsh adulte
- 2018 : Maya l'abeille 2 : Les Jeux du miel (Maya the Bee the Honey Games) de Noel Cleary, Sergio Delfino et Alexs Stadermann : Flip (voix anglaise)
- 2019 : Angel of Mine de Kim Farrant : Bernard
- 2019 : Danger Close: The Battle of Long Tan de Kriv Stenders : Brigadier David Jackson
- 2019 : H Is for Happiness de John Sheedy : Jim Phee
- 2020 : Go! d'Owen Trevor : Patrick
- 2022 : Elvis de Baz Luhrmann : Vernon Presley
- 2024 : Eden de Ron Howard
- 2024 : Sauvage : Canicule 2 (Force of Nature: The Dry 2) de Robert Connolly : Daniel Bailey

#### Courts métrages
- 1994 : A Bit of a Tiff with the Lord de Peter Duncan : Un homme
- 1995 : Lessons in the Language of Love de Scott Patterson : Harry
- 1995 : Hayride to Hell de Kimble Rendall : George Weygate

### Télévision

#### Séries télévisées
- 1987 : Frontier : Superintendant William Hobbs
- 1990 : The Paper Man : Gracie Fields
- 1992 : Tracks of Glory : Hugh McIntosh
- 1993 : Sidney Police : Tim Warne
- 1993 : Seven Deadly Sins : Mark
- 1994 : Halifax f.p : Sergent Paul Santos
- 1995 : En quête de preuves (Blue Murder) : Roger Rogerson
- 1997 : Histoires peu ordinaires (Twisted Tales) : Ben
- 2001 : Blonde : Mr R
- 2008 - 2009 : East of Everything : Art Watkins
- 2010 - 2018 : Rake : Rake Cleaver Greene
- 2011 : 2020 : Le Jour de glace (Ice) : Thom Archer
- 2017 : Blue Murder : Killer Cop : Roger Rogerson
- 2019 : Catherine the Great : Grigori Orlov
- 2019 : The Hunting : Nick
- 2020 : The Crown : Bob Hawke
- 2021 : Fires : Duncan Simpson

#### Téléfilms
- 1987 : The Riddle of the Stinson de Chris Noonan : Proud
- 1993 : Crimebroker d'Ian Barry : Harrison
- 1989 : Casse-tête australien (The Saint : Fear in Fun Park) de Donald Crombie : Justin
- 2002 : Le Chien des Baskerville (The Hound of the Baskervilles) de David Attwood : Sherlock Holmes
- 2002 : The Road from Coorain de Brendan Maher : Bill
- 2006 : The Silence de Cate Shortland : Richard Treloar
- 2009 : Nightfall : Agent double (False Witness) de Peter Andrikidis : Charles Van Koors
- 2010 : Hawke d'Emma Freeman : Bob Hawke

## Distinctions

### Récompenses
- 1996 : Australian Film Institute Awards de la meilleure performance pour un acteur dans un rôle principal dans une série télévisée dramatique pour En quête de preuves (Blue Murder) (1995).
- 1996 : Logie Awards de l"acteur le plus exceptionnel dans une série télévisée dramatique pour En quête de preuves (Blue Murder) (1995).
- 1997 : Australian Film Institute Awards de la meilleure performance pour un acteur dans un rôle principal dans une comédie dramatique pour Doing Time for Patsy Cline (1997).
- 1997 : Verona Love Screens Film Festival du meilleur acteur dans un drame romantique pour Thank God He Met Lizzie (1997).
- 1998 : Film Critics Circle of Australia Awards du meilleur acteur dans une comédie dramatique pour Doing Time for Patsy Cline (1997).
- 2004 : The Stinkers Bad Movie Awards du pire accent dans un film fantastique pour Van Helsing (2004) pour le rôle du comte Dracula.
- 2008 : Helpmann Awards du meilleur acteur dans une pièce pour Toy Symphony (2007).
- 52e cérémonie des Australian Film Institute Awards 2010 : Meilleur acteur principal dans un téléfilm pour Hawke (2010).
- 2011 : Festival international de programmes audiovisuels documentaires de Biarritz du meilleur acteur TV dans une série télévisée dramatique pour Rake (2010-2018).
- 2011 : Logie Awards de l'acteur le plus exceptionnel dans une série télévisée dramatique pour Rake (2010-2018).
- 2011 : The Equity Ensemble Awards de la meilleure distribution dans une série télévisée dramatique pour Rake (2010-2018) partagé avec Kate Box, Caroline Brazier, Richard Carter, Danielle Cormack, Matt Day, Russell Dykstra (en), Keegan Joyce, Steve Le Marquand, Geoff Morrell et Adrienne Pickering.
- 2e cérémonie des Australian Academy of Cinema and Television Arts Awards 2013 : Meilleur acteur dans une série télévisée dramatique pour Rake (2010-2018).
- 2014 : Helpmann Awards du meilleur acteur dans une pièce pour Waiting for Godot (2013).
- 2019 : Australian Academy of Cinema and Television Arts Awards du meilleur acteur invité dans un second rôle dans une série télévisée dramatique pour The Hunting (2019).
- 2022 : Logie Awards de l'acteur le plus exceptionnel dans une mini-série télévisée pour Fires (2021).

### Nominations
- 1re cérémonie des Australian Academy of Cinema and Television Arts Awards 2012 : Meilleure série télévisée dramatique pour Rake (2012-2018) partagé avec Ian Collie et Peter Duncan (en).
- 2e cérémonie des Australian Academy of Cinema and Television Arts Awards 2013 : Meilleure série télévisée dramatique pour Rake (2012-2018) partagé avec Ian Collie et Peter Duncan.
- 4e cérémonie des Australian Academy of Cinema and Television Arts Awards 2015 : Meilleure série télévisée dramatique pour Rake (2012-2018) partagé avec Ian Collie et Peter Duncan.
- 4e cérémonie des Australian Academy of Cinema and Television Arts Awards 2015 : Meilleur acteur dans une série télévisée dramatique pour Rake (2012-2018).

- 2016 : Australian Academy of Cinema and Television Arts Awards de la meilleure série télévisée dramatique pour Rake (2012-2018) partagé avec Ian Collie et Peter Duncan.
- 2016 : Australian Academy of Cinema and Television Arts Awards du meilleur acteur dans une série télévisée dramatique pour Rake (2012-2018).
- 2017 : Australian Academy of Cinema and Television Arts Awards du meilleur acteur invité dans un second rôle dans une série télévisée dramatique pour Blue Murder : Killer Cop (2017).

- 8e cérémonie des Australian Academy of Cinema and Television Arts Awards 2018 : Meilleure série télévisée dramatique pour Rake (2012-2018) partagé avec Ian Collie et Peter Duncan.
- 8e cérémonie des Australian Academy of Cinema and Television Arts Awards 2018 : Meilleur acteur dans une série télévisée dramatique pour Rake (2012-2018).
- Australian Academy of Cinema and Television Arts Awards 2020 : Meilleur acteur dans une comédie dramatique pour H Is for Happiness (2020).

## Voix françaises
- Bernard Bollet dans :
  - Furtif
  - Van Helsing
  - Nightfall : Agent double
  - 2020 : Le Jour de glace

- Jean-Pierre Michaël dans :
  - Moulin Rouge
  - Angel of Mine

Et aussi
- Patrick Laplace dans Mission impossible 2
- Bernard Métraux dans La Ligue des gentlemen extraordinaires
- Pierre-François Pistorio dans Like Minds
- Frédéric van den Driessche dans Sanctum
- Patrick Béthune dans Tu ne tueras point
- Tony Joudrier dans Elvis